# Dąbrowa (gmina Przykona)
Dąbrowa – wieś w Polsce, położona w województwie wielkopolskim, w powiecie tureckim, w gminie Przykona.
W latach 1975–1998 miejscowość należała administracyjnie do województwa konińskiego.